# General American
General American – norma wymowy w angielszczyźnie amerykańskiej. W szerszym rozumieniu General American to amerykańska norma angielszczyzny ogólnej (Standard American English). Termin ten może obejmować również gramatykę i leksykę.

## Zakres geograficzny

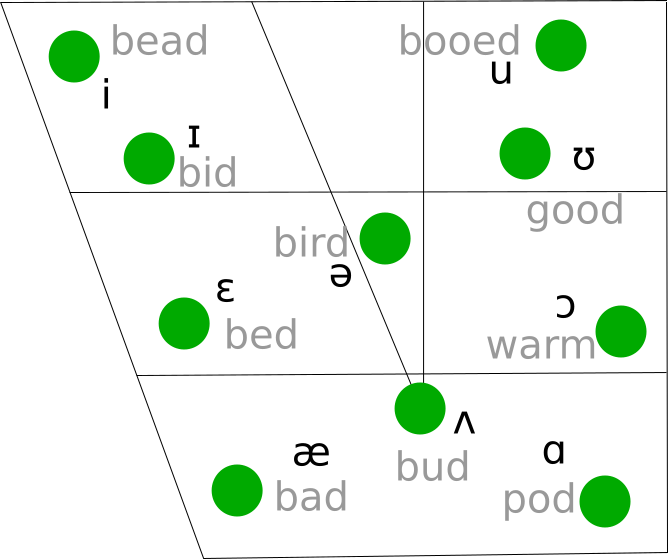
Samogłoski amerykańskiego angielskiego

General American jest najczęściej używaną odmianą języka w Stanach Zjednoczonych, poza stanami na południu kraju oraz brzegu atlantyckiego, w szczególności Bostonu, Nowej Anglii i Nowego Jorku. Norma ta odbierana jest przez Amerykanów jako pozbawiona naleciałości dialektalnych, z tego powodu jest powszechnie stosowana w radiu i telewizji.

## Artykulacja samogłosek
Oto różnice w artykulacji samogłosek między normą brytyjską, zwaną Received Pronunciation a General American:
| Wyraz               | RP        | GA          |
| ------------------- | --------- | ----------- |
| trap, cab, ham      | /æ/ (/a/) | /æ/         |
| bath, staff, half   | /ɑː/      | /æ/         |
| palm, drama, father | /ɑː/      | /ɑː/        |
| lot, stop, honest   | /ɒ/       | /ɑː/        |
| cloth, long, origin | /ɒ/       | /ɔː/        |
| thought, all, jaw   | /ɔː/      | /ɔː/        |
| nurse, shirt, earth | /ɜː/      | /ɝː/        |
| letter, browser     | /ə/       | /ɚ/         |
| ago, sofa           | /ə/       | /ə/         |
| goat, road, so      | /əʊ/      | /oʊ/ (/oː/) |